# کریستوف سایبر
کریستوف سایبر (انگلیسی: Christoph Sieber؛ زادهٔ ۹ ژانویهٔ ۱۹۷۱) قایقران قایق بادبانی اهل اتریش بود.
وی در مسابقات کشوری و بین‌المللی در مجموع برندهٔ ۱ مدال طلا شده‌است.